# Punisches Münzwesen

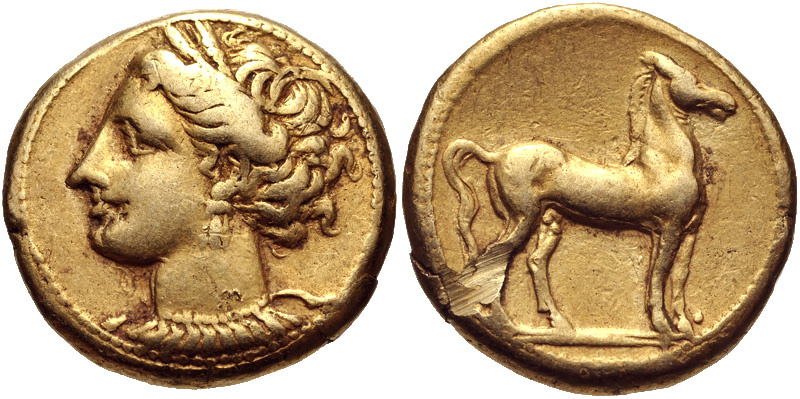
Schekel

Punische Münzen waren ein Zahlungsmittel Karthagos und seiner Provinzen.
Die Münzprägungen begannen etwa im Jahre 410 v. Chr. auf der eroberten Insel Sizilien. Man verwendete Silber und übernahm den Münzfuß der Athener mit einem Normgewicht von etwa 4,3 Gramm für die Tetradrachme. In Karthago selbst verwendet man das Münzsystem der Phönizier, der Schekel besaß ein Normgewicht von etwa 7,5 Gramm. Er bestand aus Gold und wurde etwa ab 390/380 v. Chr. geprägt. Etwa ab 320 v. Chr. wurden in Nordafrika auch Münzen aus Elektron geprägt, ab 250 v. Chr. aus Silber. Mit der Niederlage gegen Rom 241 v. Chr. wurden die wichtigen Münzen nur noch aus Silber geprägt. Daneben gab es seit dem 4. Jahrhundert Kleingeld aus Bronze. Zu den wichtigen Motiven zählen Tanitkopf (möglicherweise der Kopf der Göttin Artemis, entlehnt von Syrakus), Pferd und Palme.
Johann Joachim Bellermann befasste sich zu Beginn des 19. Jahrhunderts mit punischen Münzen. Der Unterwasserarchäologe Francesco Spaggiari entdeckte 2011 bei der Insel Pantelleria 600 punische Bronzemünzen aus der Zeit 300 bis 264 v. Chr.